# S/S General Slocum
S/S General Slocum var en amerikansk hjulångare. Fartyget ägdes av Knickerbocker Steamship Company och gick som utflyktsfartyg runt New Yorkområdet. General Slocum förliste 1904 på East River efter att en brand utbröt ombord. Vid förlisningen omkom 1 021 människor vilket gör den till den näst värsta fartygskatastrofen i fredstid i USA:s historia och den värsta i New Yorks historia.

## Om fartyget
General Slocum byggdes 1891 på Divine Burtis varv i Brooklyn. Fartyget byggdes helt i trä och kom att ha tre däck och drivas av tre ångmaskiner som drev två skovelhjul. Varje hjul hade 26 paddlar och en diameter på cirka 10 meter Fartyget var cirka 80 meter lång och cirka 12 meter bred med ett tonnage på cirka 1 300 ton och presterade 16 knop. Fartyget hade kapacitet för cirka 2 500 passagerare.
General Slocum sjösattes 1891 i New York och döptes efter generalmajor Henry Warner Slocum, New Yorks tidigare representant USA:s kongress och krigshjälte under det Amerikanska inbördeskriget. De följande åren användes fartyget till utflykter runt New Yorkområdet under kapten William H. Van Schaick. Under åren lyckades fartyget att gå på grund hela sex gånger och fyra gånger att kollidera med andra fartyg.
Bara fem veckor före olyckan inspekterades fartyget av myndigheten U.S. Steamboat Inspection Service (USSIS) och befanns då vara i gott skick.

## Förlisningen

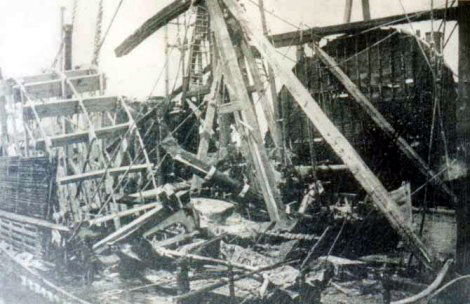
Vraket efter förlisningen.

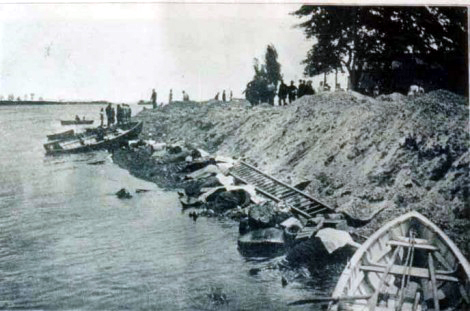
Offer på stranden av North Brother Island

Den 15 juni 1904 klockan 09:30 lämnade General Slocum piren vid 3rd Street med cirka 1 350 passagerare. Bland dessa fanns cirka 500 barn. Fartyget hade hyrts för 350 dollar av den tyskamerikanska församlingen i Little Germany på nedre Manhattan genom St. Mark's German Lutheran Church i Lower East Side till deras årliga utflykt. Målet var parken Locust Grove vid Eatons Neck på Long Island.
Strax efter avfärden kring klockan 10:00 i höjd med East 90th Street började en brand i ett förvaringsutrymme i fartygets för. Då fartyget befanns sig i Hell Gate (ett område med starka stömmar) kunde man inte direkt styra mot land och kaptenen beslöt att ge full fart mot North Brother Island cirka 1,5 km längre upp i floden i höjd med Bronx. På ön fanns även ett infektionssjukhus. Den ökade farten bidrog till att branden spred sig snabbt och inom 30 minuter var i stort hela fartyget övertänt.
När General Slocum slutligen sattes på grund vid North Brother Island hade fartyget kollapsad och endast 321 människor kunde räddas. Många av de överlevande fick första hjälpen av sjukvårdspersonalen på ön.

## Eftermäle
Vid sjöförklaringen lämnade kaptenen sin version av händelseförloppet där han bland annat hävdade att han valde North Brother Island även då den inte var närmaste land för brandrisken på närmare platser där det fanns oljeanläggningar. Kaptenen, förste styrman och andra officerare samt USSIS-inspektören befanns senare vara skyldig till olyckan. Endast kaptenen dömdes till fängelse i tio år på grund av bristande underhåll (flytvästarna var i obrukligt skick, livbåtarna gick ej att lossa, brandsläckutrustningen gick ej att använda) och bristande utbildning av besättningen.
Vraket renoverades och byggdes om till lastfartyg, vilket sjönk 1911. Olyckan medförde omfattande ändringar i säkerhetsrutiner och släckningsutrustning på fartyg. Den 15 juni 1905 invigdes ett minnesmärke över olyckan, vid ceremonin deltog även Adella Liebenow Wotherspoon, den yngste överlevande.
Olyckan hamnade dock snart i skymundan av branden i Triangle Shirtwaist-fabriken 1911 och förlisningen av Titanic 1912. I och med första världskrigets utbrott minskade även sympatierna för tyskamerikanerna i USA.
Den 26 januari 2004 dog Adella Liebenow Wotherspoon, den siste överlevande av förlisningen. Det finns två minnesmärken över olyckan, dels i Tompkins Square Park på Manhattan och dels på Lutheran All Faiths Cemetery i Middle Village i Queens.